# San Vittore Olona
San Vittore Olona là một đô thị ở tỉnh Milano, vùng Lombardia của Italia, ở bên sông Olona, cách 20 km về phía tây bắc của Milano. Tại thời điểm ngày 31 tháng 12 năm 2004, đô thị này có dân số 7.982 người và diện tích là 3,4 km².
San Vittore Olona giáp các đô thị: Legnano, Cerro Maggiore, Canegrate, Parabiago.